# Theodor Kern (Historiker)
Theodor von Kern (* 5. Mai 1836 in Bruneck, Tirol; † 18. November 1873 in Veytaux am Genfersee) war ein österreichischer Historiker mit badischen Wurzeln.

## Leben
Theodor von Kern stammte aus einer österreichisch-badischen Handwerker- und Beamtenfamilie. Er besuchte das Gymnasium in Innsbruck und studierte seit 1853 zunächst Jura, später Geschichte und Philologie in Innsbruck, Göttingen, Heidelberg und München. Julius Ficker in Innsbruck, Georg Waitz in Göttingen, Ludwig Häusser in Heidelberg sowie Heinrich von Sybel in München waren seine akademischen Lehrer.  Das Staatsexamen für das Höhere Lehramt hatte er 1857 „mit glänzendem Erfolg“ absolviert. Promoviert worden war er als Schüler Ludwig Häussers im darauf folgenden Jahr. Theodor von Kern wurde 1859 erster wissenschaftlicher Mitarbeiter bei der Herausgabe der renommierten „Chroniken der deutschen Städte vom 14. bis in’s 16. Jahrhundert“, die unter Leitung der Erlanger Historikers Karl Hegel im Auftrag der Historischen Kommission bei der Bayerischen Akademie der Wissenschaften in München herausgegeben wurden. Seine damaligen Kollegen waren der bekannte Germanist und Landsmann Kerns Matthias Lexer, der spätere Direktor des Generallandesarchivs in Karlsruhe Friedrich von Weech sowie der spätere Göttinger Rechtshistoriker Ferdinand Frensdorff. 1863 habilitierte er über die „Chronik der Stadt Nürnberg vom 14. bis in’s 16. Jahrhundert“, wurde im selben Jahr zunächst Privatdozent, 1866 Extraordinarius und 1871 schließlich Ordinarius in Freiburg im Breisgau, wo er einen historischen Verein gründete und die „Zeitschrift für Geschichte des Breisgaus“ herausgab.  Auch noch in dieser Zeit blieb Kern ebenso wie Matthias Lexer den  Chroniken der deutschen Städte als Mitarbeiter auf Honorarbasis verbunden. 1873 starb der sehr begabte junge Historiker an den Folgen einer schweren Erkrankung, für die er zuletzt in Veytaux am Genfersee Heilung gesucht hatte.